# 奇安德拉
奇安德拉（英語：Kiandra）是澳洲新南威尔士州東南部的雪山山脈附近的一個被摒棄的採金區，屬於斯諾伊河郡和可西歐斯可國家公園的一部分。逾百年前，這鎮安置了大約一萬名金礦工和商店老闆，直到1903年採金才停止，不過自1880年代起，奇安德拉就一直沒有永久居民，即使當地迄今仍有一座小屋。
奇安德拉一片平坦，一顆樹也沒有，冬天來臨就遍地白雪，而且當地的風很大，在1974年，奇安德拉的最後一人離開該地，使奇安德拉成了可西歐斯可國家公園的一部分，大部分建築物都被拆卸。